# 朝7時に湯治場で二流のオーケストラによって初見で演奏された「さまよえるオランダ人」序曲
『朝7時に湯治場で二流のオーケストラによって初見で演奏された「さまよえるオランダ人」序曲』（あさしちじにとうじばでにりゅうのオーケストラによってしょけんでえんそうされた「さまよえるオランダじん」じょきょく、Ouvertüre zum "Fliegenden Holländer", wie sie eine schlechte Kurkapelle morgens um 7 am Brunnen vom Blatt spielt）は、パウル・ヒンデミットが作曲した室内楽曲。原題はドイツ語だが、日本語題は定訳があるわけではなく、本記事の訳も便宜上のものである。

## 概要

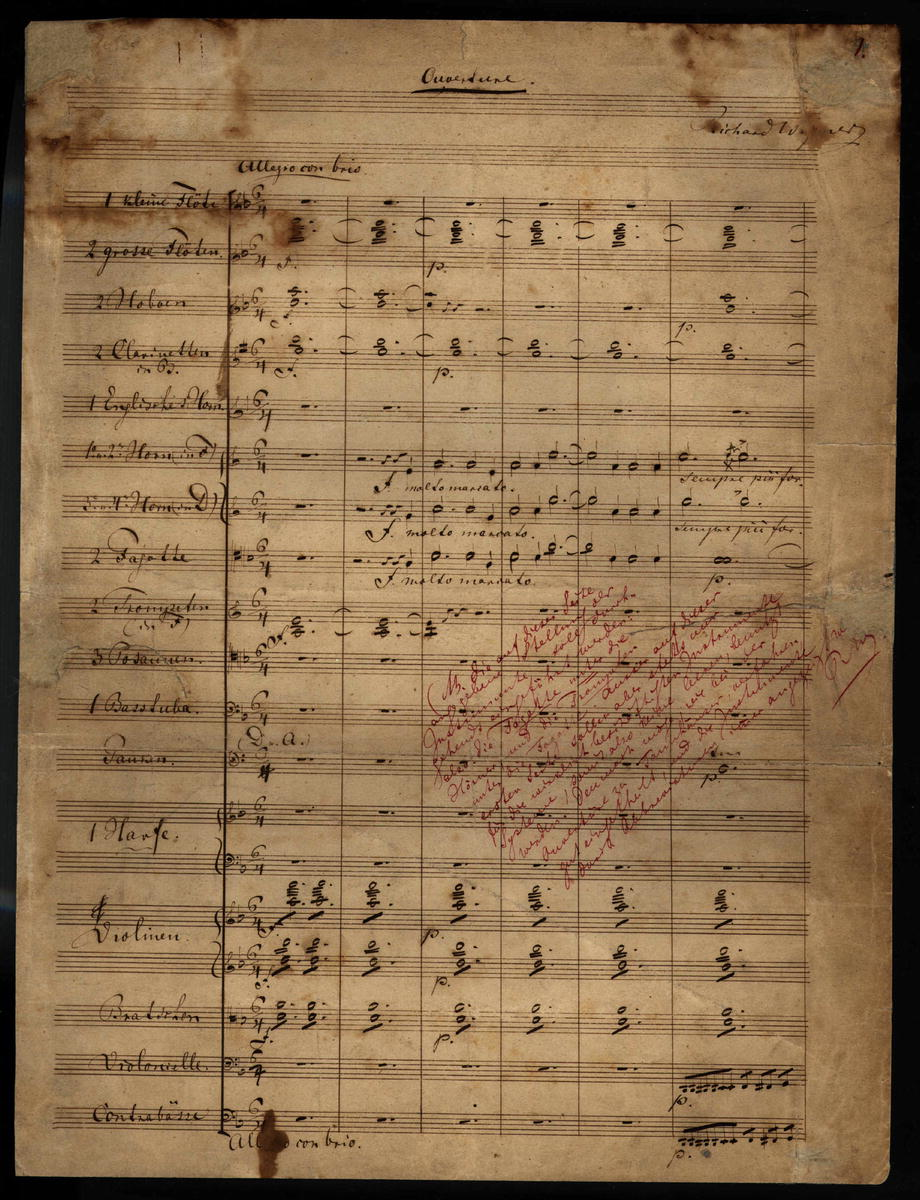
ワーグナー本人の『さまよえるオランダ人』自筆譜

1925年頃に作曲された。編成は弦楽四重奏。演奏時間は約7分半。
題名の通り、リヒャルト・ワーグナーのオペラ『さまよえるオランダ人』序曲を下敷きとし、モーツァルトの『音楽の冗談』さながらにグロテスクに変容させた楽曲である（最後には『音楽の冗談』同様に多調まで登場する）。ヒンデミットの作品群の中で異色を放っているとともに、原曲に親しんでいる人からは冗談音楽として評価されている。また、面白い題名を持つ曲としてもしばしば言及される。曲の終わり頃には、ワルトトイフェルの『スケーターズ・ワルツ』も引用されている。近年ではベルリン・フィルハーモニー管弦楽団の団員がコンサートで演奏し、話題となった。
ヒンデミットの作品でこれと同様の趣向を持つものに、弦楽四重奏曲の『ミニマックス 軍楽隊のためのレパートリー』がある。